# ATL Server
ATL Server ist ein Webframework von Microsoft zur Programmierung von Webanwendungen und XML-Webservices.
Die ATL-Server-Klassenbibliothek ist für die Programmiersprache C++ implementiert und laut Microsoft besonders für performante Web-Lösungen geeignet. Sie ist speziell für die Microsoft-Windows-Server-Betriebssysteme und den IIS entworfen und bietet schnelle und moderne C++-Techniken an. Für die Entwicklung kommen spezielle Tools, C++-Templates und C++-Compiler-Erweiterungen zum Einsatz, um die Entwicklung für den Web-Bereich zu vereinfachen.
Seit dem 15. Januar 2007 ist die ATL-Server-Bibliothek inklusive nötiger Tools unter der Shared-Source-Lizenz Ms-LPL verfügbar.